# Chocolats et coups fourrés
Chocolats et coups fourrés est la quatorzième histoire de la série Benoît Brisefer de Thierry Culliford et Pascal Garray. Elle est publiée pour la première fois en album en 2002.